# Willis Haviland Carrier
Willis Haviland Carrier (Angola, 26 de noviembre de 1876-New York, 7 de octubre de 1950) fue un ingeniero e inventor estadounidense, y es conocido como el hombre que inventó el aire acondicionado moderno. Es considerado al menos parcialmente responsable del auge económico del sudoeste norteamericano, pues su invención significó que la gente pudiera moverse en las áreas previamente consideradas inhabitables en los meses del verano, asimismo, su invención permitió crear las condiciones de confort térmico que a su vez permitieron la habitabilidad de estructuras para el trabajo, vivienda y ocio en todas las zonas tórridas del mundo. 

## Biografía
Carrier nació en Angola, Nueva York, a la orilla del lago Erie y heredó el amor de su madre para "ocuparse vanamente" con relojes, máquinas de coser y otros dispositivos de la casa. Amó las matemáticas y las estudió en cada oportunidad que tuvo, cuando no estaba enfrascado inventando sus propios dispositivos.
En 1895 recibió una beca en la Universidad Cornell y se graduó en 1901 en ingeniería eléctrica. Después de la universidad, trabajó para Buffalo Forge Company, compañía que fabricaba calentadores, sopladores y dispositivos de extracción y escape de aire. En su departamento de ingeniería de calefacción, diseñaba sistemas de calefacción para secar la madera y el café.
Carrier pronto desarrolló un mejor modo de medir la capacidad de los sistemas de calefacción y fue nombrado director del departamento de ingeniería experimental de la compañía. En 1902, a los 25 años de edad, ideó su primera invención importante, un sistema para controlar el calor y la humedad para Sackett-Wilhelms, compañía litográfica y de publicaciones en Brooklyn. La firma no había podido fijar los colores en ocasiones debido a los efectos de calor y humedad en el papel y la tinta. Carrier recibió en 1906 una patente para su método. Se puso a trabajar con ahínco en otras invenciones de refrigeración y control de humedad, y eventualmente fue jefe de una parte de la empresa nombrada Carrier Air Conditioning Company en su honor, subsidiaria de Buffalo Forge
.
Al llegar la Primera Guerra Mundial, la Buffalo Forge fue forzada a recortar gastos y eliminó su división de aire acondicionado. Carrier, con seis colegas, invirtió 32.600 dólares en su propia compañía, Carrier Engineering Corporation. Algunos de los primeros clientes de la compañía fueron el Madison Square Garden y los departamentos del senado de los Estados Unidos y la cámara de representantes.
Instaló el primer aire acondicionado doméstico en una casa en Mineápolis, Minnesota en el año 1914.
Carrier trasladó su compañía a Syracuse (Nueva York) en los años 1930 y la compañía llegó a ser una de las que más empleados tenía en Nueva York. En 1930, inauguró Tokyo Carrier en Japón, país que es hoy el mayor mercado de aire acondicionado del mundo.
La compañía fue pionera en diseño y fabricación de máquinas de refrigeración de espacios grandes. Aumentando la producción industrial durante el verano, el aire acondicionado revolucionó la vida norteamericana. 
La introducción del aire acondicionado residencial en los años 1920 ayudó a iniciar la gran migración a las zonas cálidas del sur.  En el año 2000, Carrier Corporation ya tenía ventas de más de 8 mil millones de dólares y empleaba a unas 45.000 personas.